# Kisnemesség palotája (Nápoly)
A Kisnemesség palotája (Palazzo della Borghesia) 1884-ben épült és a nápolyi neoreneszánsz stílus iskolapéldája, mely ötvözte az újkori polgári mozgalmak megújulási törekvéseit a hagyományos nemesi eszmékkel